# Andreas Matz
Ulf Andreas Matz, född 25 mars 1964 i Stockholm, är en svensk journalist och programledare i radio.
Han är sedan 1989 verksam vid Sveriges Radio där han varit programledare för olika program i P3 och P4 och producent för P3 Live. Sedan 2009 är han sportkommentator vid Radiosporten.
Andreas Matz växte upp i Stockholm och är son till journalisterna Edvard Matz och Kerstin Matz samt dotterson till företagsledaren Mauritz Ahlstrand. Han är gift med radiojournalisten och författaren Andromeda Matz.